# Кэлверт, Александр
Александр Кэлверт (англ. Alexander Calvert, род. 15 июля 1990 года, Ванкувер, Британская Колумбия, Канада) — канадский актер, известный по роли сына Люцифера — Джека, в американских телесериалах «Сверхъестественное» и «Винчестеры», а также по ролям в телесериалах «Поколение Ви», «Мотель Бейтса» и «Стрела».

## Биография и ранние годы
Родился 15 июля 1990 года в Ванкувере, Канада. Занимался игрой в музыкальном театре и танцевал хип-хоп, пока в возрасте 15 лет не заинтересовался кинематографом.

## Карьера в кино
Начинал с ролей в рекламе, а в возрасте 15 лет попал в один из эпизодов 3-го сезона популярного сериала «Мертвая зона». После, сыграл в нескольких подростковых сериалах для Nickelodeon и в малобюджетных фильмах.
С 2015 по 2016 год играл Анархию в популярном телесериале «Стрела». В 2017 году был утвержден на роль сына Люцифера — Джека Клайна, в 13 сезоне телесериала «Сверхъестественное», где он играл до окончания сериала в 2020 году. В 2023 году вновь повторил роль Джека в спин-оффе сериала «Сверхъестественное» под названием «Винчестеры». В том же году сыграл повторяющуюся роль в спин-оффе сериала «Пацаны» под названием «Поколение Ви».

## Семья и личная жизнь
Имеет сестру Рейчел Кэлверт, с которой вместе и вырос. Какое-то время встречался с актрисой Дженной Берман.

## Фильмография

### Роли в фильмах
| Год  | Русское название       | Оригинальное название | Роль                    | Примечания                 |
| ---- | ---------------------- | --------------------- | ----------------------- | -------------------------- |
| 2007 | Дневник дьявола        | Devil’s Diary         | подросток               | ТВ фильм                   |
| 2007 | Быть толстой, как я    | To Be Fat Like Me     | Робби                   | ТВ фильм                   |
| 2007 | Танцуй до упаду        | Kickin’ It Old School | молодой Джастин Шумахер |                            |
| 2008 | Пропащие ребята: Племя | Lost Boys: The Tribe  | Гром                    | сразу на видео             |
| 2012 | Флика 3                | Flicka: Country Pride | Джесси                  | сразу на видео             |
| 2012 | Кибер-обольщение       | Cyber Seduction       | Тайлер Сандерсон        | ТВ фильм                   |
| 2013 | Тоска по дому          | Homesick              | Грег                    | короткометражный фильм     |
| 2013 | Потерявшиеся во тьме   | Lost After Dark       | Джонни                  | сразу на видео             |
| 2013 | Будь у меня крылья     | If I Had Wings        | Винс Бернард            |                            |
| 2015 | Блэкберн               | The Blackburn Asylum  | Люк                     | сразу на видео             |
| 2016 | Почти семнадцать       | The Edge Of Seventeen | Ник Моссман             |                            |
| 2018 | Блэкаут                | Blackout              | Мэтт                    | короткометражный фильм     |
| 2018 | Прибор                 | The Package           | Чед                     | фильм для стриминг-сервиса |
| 2019 | Хорошие мальчики       | Good Boys             | Дэниел                  |                            |
| 2024 | Маргиналы              | Lowlifes              | Помощник шерифа Уайт    | фильм для стриминг-сервиса |

### Роли в телесериалах
| Год       | Русское название   | Оригинальное название | Роль                      | Примечания                                   |
| --------- | ------------------ | --------------------- | ------------------------- | -------------------------------------------- |
| 2002—2007 | Мертвая зона       | The Dead Zone         | 12—летний Грег Стиллсон   | эпизод: The Broken Circle                    |
| 2005—2020 | Сверхъестественное | Supernatural          | Джек Клайн                | Постоянная роль с конца 12-го сезона         |
| 2006—2014 | Ясновидец          | Psych                 | Иржи Прохазка             | эпизод: Spellingg Bee                        |
| 2009—2013 | Секретный отряд    | The Troop             | Эван                      | эпизод: Wrath Of The Wraith                  |
| 2010—2011 | Живая мишень       | Human Target          | Шон                       | эпизод: The Other Side Of The Mall           |
| 2012—2020 | Стрела             | Arrow                 | Лонни Мачин (Анархия)     | С 4-го по начало 5-го сезона                 |
| 2013—2016 | Мотив              | Motive                | Джеймс Дент               | эпизод: Angels With Dirty Faces              |
| 2013—2017 | Мотель Бейтса      | Bates Motel           | Рауф                      | 2 эпизода в 1-м сезоне                       |
| 2015—2019 | Крик               | Scream                | Алекс Уиттен (Том Мартин) | 1 эпизод во 2-м сезоне                       |
| 2015      | Возвращенные       | The Returned          | Хантер Гиббс              | Повторяющаяся роль                           |
| 2022—2023 | Винчестеры         | The Winchesters       | Джек Клайн                | эпизод: «Hey, That Is No Way To Say Goodbye» |
| 2023—н.в. | Поколение «Ви»     | Gen V                 | Руфус                     | Повторяющаяся роль                           |